# قاچ
«قاچ» (به انگلیسی: Sliver) تک‌آهنگی از نیروانا است.